# (11875) Rhône
(11875) Rhône, désignation internationale (11875) Rhone, est un astéroïde de la ceinture principale.

## Description
(11875) Rhône est un astéroïde de la ceinture principale. Il fut découvert par Eric Walter Elst le 28 décembre 1989 à l'observatoire de Haute-Provence. Il présente une orbite caractérisée par un demi-grand axe de 3,17 UA, une excentricité de 0,144 et une inclinaison de 15,06° par rapport à l'écliptique.
Il fut nommé en référence au Rhône, fleuve français.

## Compléments